# Radoslav Kunzo
Radoslav Kunzo (* 2. September 1974 in Levoča, Tschechoslowakei; † vor dem 12. April 2023 in Čierna Voda, Slowakei) war ein slowakischer Fußballspieler auf der Position eines Innenverteidigers.

## Sportliche Laufbahn

### Vereinskarriere
Kunzo begann mit dem Fußballspielen bei Lokomotíva Košice. In der Saison 1993/94 absolvierte er seinen Wehrdienst bei Dukla Banská Bystrica und kehrte anschließend nach Košice zurück. Im Sommer 1998 wechselte der Abwehrspieler zum FC Steel Trans Ličartovce, ein Jahr später zu Matador Púchov. Im Jahr 2001 ging Kunzo zu Inter Bratislava.
Der Mannschaft blieb er sechs Jahre lang treu, ehe er zum Jahreswechsel 2006/07 zum Legionär wurde und nach Österreich zum Kapfenberger SV transferierte, der zu diesem Zeitpunkt noch in der zweitklassigen Ersten Liga spielte. Bei den Kapfenbergern erzielte der Verteidiger in insgesamt 43 Partien fünf Treffer. Im Jahre 2008 kehrte Kunzo wieder zurück in sein Heimatland, wo er bis zum Sommer 2010 SK SFM Senec unter Vertrag stand. Anschließend folgten Stationen für die unterklassigen slowakischen Vereine P8ŠC Pezinok, PFK Piešťany, SDM Domino Bratislava, ŠK TOP Pusté Úľany und ŠK Lozorno, bevor er im Januar 2014 nach Österreich zurückkehrte. Hier schloss er sich dem SC Freistadt Rust in der drittklassigen Regionalliga Mitte an. Nach nur einem Jahr verließ er das Team wieder und kehrte in seine Heimat zurück. Hier spielte er daraufhin von 2015 bis 2017 beim FK Vajnory, ehe er, mittlerweile 42-jährig, zum FK Lokomotíva Devínska Nová Ves wechselte.

### Erfolge
- 1 × Österreichischer Zweitligameister: 2007/08 (Erste Liga)

## Weiterer Werdegang
Seit 2011 war Kunzo im Besitz der UEFA-B-Trainerlizenz.
Am 12. April 2023 wurde Kunzo, der seit dem 9. April vermisst worden war, tot aufgefunden.